# Manu Larcenet
Pour les articles homonymes, voir Larcenet (homonymie).
Emmanuel Larcenet, dit Manu Larcenet ou simplement Larcenet, est un auteur de bande dessinée français, né le 6 mai 1969 à Issy-les-Moulineaux. Il est le frère ainé de Patrice Larcenet qui travaille régulièrement avec lui en tant que coloriste ou scénariste.
De 1994 à 2006, il collabore au magazine Fluide glacial, pour lequel il réalise essentiellement des récits humoristiques, tout en publiant des œuvres plus intimes aux Rêveurs, maison d'édition qu'il crée en 1998, avec Nicolas Lebedel.
Au début des années 2000, il accède à une très large reconnaissance critique grâce à plusieurs albums édités par Dargaud : la série humoristique Le Retour à la terre, scénarisée par Jean-Yves Ferri, s'impose comme son plus gros succès commercial, tandis que Le Combat ordinaire obtient le prix du meilleur album à Angoulême en 2004.
Il confirme ce statut durant les années 2010 en signant les très sombres Blast (2010-2014) puis Le Rapport de Brodeck (2015-2017).
En 2024, Manu Larcenet obtient un succès autant public que critique avec son adaptation du roman “La Route” de Cormac McCarthy et se voit récompensé du Grand prix des lectrices de Elle 2024 (dans la catégorie bande dessinée).

## Biographie

### Formation et débuts
À la suite d'études de graphisme au lycée de Sèvres et de l'obtention d'un BTS expression visuelle option images de communication à l’école Olivier-de-Serres, il publie dès 1991 des planches très inspirées de Philippe Vuillemin dans Yéti, pour lequel il réalise également sa première couverture de magazine.
En 1994, Manu Larcenet entre à Fluide glacial. Ses histoires, imprégnées d'absurde, de non-sens et d'humour parodique, lorgnant souvent vers le potache et l'esprit punk sont de la plus pure école Fluide.

### Humour et parodie chez Fluide glacial (1994-2006)
En 1996, les éditions Glénat sortent, en format à l'italienne, 30 Millions d'Imbéciles.
Plusieurs one-shots sont publiés en albums : Soyons fous (Fluide Glacial, 1996), La Loi des Séries (Fluide glacial, 1997), À l'Ouest de l'Infini (Fluide glacial, 1999), Les Superhéros injustement méconnus (Fluide glacial, 2001), Ni Dieu, ni Maître, ni croquettes (Glénat, 2002) puis Le Guide de la survie en entreprise (Fluide glacial, 2005).
Parallèlement, il crée une série parodique de Bob Morane, intitulée Bill Baroud, qui connaît quatre tomes (Fluide glacial, 1998-2002).
Cependant, les six épisodes de Minimal, (éditées en album par Fluide glacial en 2003), marquent une rupture. Dans ces pages, qui se moquent des dérives intellectualistes de la bande dessinée alternative, Larcenet se fait plus mordant et plus dur.
De la fin 2005 à 2006, il dessine sur des scénarios de Lindingre Chez Francisque, qui évoque les conversations de comptoir de Français réactionnaires et racistes. En désaccord avec l'évolution suivie par Fluide glacial sous Thierry Tinlot[réf. nécessaire], Larcenet annonce en juin 2006 qu'il quitte la revue[réf. nécessaire], après en avoir été un pilier douze années durant.
Parallèlement, il a déjà entamé chez sa propre maison d'édition un virage créatif dramatique.

### Veine dramatique chez les Rêveurs (1997-2006)
En 1997, Larcenet fonde avec Nicolas Lebedel sa propre maison d'édition, Les Rêveurs de Rune — qui deviennent assez vite Les Rêveurs —, pour publier des œuvres à la limite de l'expérimental, sous l'influence de L'Association[réf. nécessaire] et de Lewis Trondheim, un de ses piliers.
Il y créé la collection « On verra bien... » et illustre Raôul, jeu de rôle parodique créé par son frère Patrice. Il s'agit de ses premiers albums de bande dessinée.
Il livre surtout plusieurs one-shots en tant que scénariste et dessinateur, dans un format à l'italienne et en noir et blanc : Dallas Cowboy (1997), Presque (1998), On Fera Avec (2000), L'Artiste de la Famille (2001), puis Ex Abrupto (2005). Dans ces différentes œuvres intimistes, il utilise un trait plus lâche et expressif, Larcenet s'interroge sur la création, la mort, ou encore l'obésité.
C'est aussi au sein de cette structure qu'il publie en 2006 Critixman, opus dirigé contre les lecteurs de bande dessinée autoproclamés critiques qui descendent allègrement les auteurs sur les forums et sites spécialisés, mais aussi, dans la lignée de Minimal, contre les positions de certains auteurs qui se veulent « avant-gardistes » et ne s'avèrent finalement que de pédants disserteurs.
Parallèlement, il lance chez Dargaud des séries plus grand public, qui lui permettent d'accéder à une large reconnaissance critique et une forte visibilité médiatique.

### Collaborations et succès (années 2000)
Il collabore entre 1997 et 2004 avec Spirou et les éditions Dupuis : chez eux, il participe à la nouvelle collection, Humour libre, en signant avec Jean-Michel Thiriet la trilogie La vie est courte (Dupuis, 1998-2000). Puis il scénarise les deux premiers albums de Pedro le Coati, dessinés par Gaudelette. Ce dernier signe seul un troisième tome, qui sort en 2007 et reste sans suite.
Larcenet se concentre en effet sur ses nouvelles séries humoristiques pour Dargaud, créées pour la nouvelle collection Poisson Pilote, pensée comme un laboratoire à jeunes talents issus de la bande dessinée indépendante. Celles-ci lui permettent de toucher un public plus large que celui de Fluide glacial, tout en étant moins restreint que celui des Rêveurs.
Il dessine les aventures des Les Cosmonautes du futur, scénarisées par Lewis Trondheim (trois tomes, 2000-2004) ; Donjon Parade, écrites par Trondheim et Joann Sfar (cinq tomes, 2000-2007) ; Les Entremondes, imaginées par son frère Patrice (deux tomes, 2000-2001) ; et surtout Le Retour à la terre (cinq tomes, 2002-2008), un joli succès commercial écrit par Jean-Yves Ferri. Cette série est basée sur sa propre expérience d'ancien Parisien exilé dans la campagne lyonnaise depuis juin 2001. Il se fait remarquer, toujours chez Dargaud, en tant que scénariste/dessinateur : d'abord en signant la série comico-historique Une aventure rocambolesque de... (2002-2009), puis en explorant la banlieue française avec Nic Oumouk (deux tomes : 2005-2007).
Chez l'éditeur Six Pieds sous Terre sort L'Histoire du Soldat (2005) et De mon chien comme preuve irréfutable de l'inexistence d'un dieu omniprésent (2007).
Mais c'est en 2003 qu'il accède à une reconnaissance critique inédite avec Le Combat ordinaire, éditée simplement chez Dargaud, et non plus dans la collection Poisson Pilote. Cette œuvre lui vaut le prix du meilleur album au Festival d'Angoulême 2004. Ce premier tome amorce une quadrilogie semi-autobiographique et abordant des thèmes graves et sociaux.
En 2006, les éditions Dargaud publient une édition limitée du Combat Ordinaire 3, contenant un DVD avec un documentaire de 52 minutes intitulé Des instants précieux. Ce film, réalisé par Sam Diallo et Laurent Beaufils permet au spectateur de suivre Manu Larcenet pendant la conception de cet album.
En 2008, ses deux plus gros succès critiques et commerciaux – Le Retour à la terre et Le Combat ordinaire – se concluent, respectivement au bout de six et quatre tomes. Larcenet retrouve cependant Jean-Yves Ferri et l'éditeur les Rêveurs pour Le Sens de la Vis (deux tomes, 2008-2010). Ensemble, ils publient aussi en 2006 Correspondances, qui regroupent les fax échangés entre les deux auteurs durant leur collaboration artistique.
Fin 2010, une intégrale du Combat ordinaire est publiée, elle contient les 4 tomes de la série ainsi qu'un DVD contenant un documentaire totalement inédit de 52 minutes réalisé par Sam Diallo. Ce film est un portrait de Manu Larcenet (de ses débuts à Fluide glacial à Blast), et contient des interviews exclusives de Jean-Yves Ferri, Marcel Gotlib, Lewis Trondheim et Daniel Pennac.
Durant les années 2010, il se confirme en tant qu'auteur complet, réduisant ses collaborations.

### Confirmation (années 2010)
En 2009, l'auteur surprend et change de style graphique avec le premier tome d'une nouvelle quadrilogie dramatique, Blast. Le premier volume de 200 pages obtient le prix des libraires de bandes dessinées 2010. Sorti en 2011, le tome 2 de Blast décroche le Grand prix RTL de la bande dessinée.
En 2013, ses albums La ligne de front (2004) et Crevaisons (2009), à savoir les tomes 2 et 5 de sa série Une Aventure Rocambolesque de..., intègrent la liste des œuvres utiles à la culture générale des futurs officiers de l'Armée de l'Air.
Blast s'achève en mars 2014 avec la sortie du tome 4 : Pourvu que les bouddhistes se trompent.
En 2015, Larcenet entame une nouvelle série avec Le Rapport de Brodeck. Il s'agit cette fois d'un diptyque, adaptant le roman éponyme de Philippe Claudel.
Parallèlement à cette collaboration médiatisée avec Dargaud, Larcenet continue à publier régulièrement des one-shots chez les Rêveurs : L'Angélus de Midi (2008), Peu de Gens Savent (2010), Nombreux sont ceux qui ignorent (2012), Microcosme (2014) et Les Branleurs (2017).
En 2018, il déclare dire « adieu au papier » pour se consacrer au dessin sur tablette graphique. Il travaille alors sur un nouveau tome du Retour à la Terre, dix ans après la parution du dernier album.
En 2020 sort Confinement en œuvres, commentaires dessinés sur des tableaux connus.
En 2022, il dévoile sur instagram des extraits d'un nouvel album en cours de confection, qui se révèle être une adaptation de La Route de Cormac McCarthy, pour le compte des éditions Dargaud. Cette bande dessinée est publiée en 2024, elle reçoit un accueil critique très favorable et obtient le Grand prix des lectrices de Elle 2024 dans la catégorie BD, ainsi que le Prix Eisner 2025 dans la catégorie meilleure adaptation.

## Publications

### One shots
- La Loi des séries, AUDIE, 1997.
- Dallas Cowboy[20], Les Rêveurs, 1997.
- Presque, Les Rêveurs, 1998[21].
- À l'ouest de l'infini (scénario), avec Julien/CDM (dessin), AUDIE, coll. « Fluide glacial », 1999[22].
- On fera avec, Les Rêveurs, 2000[23].
- L’Artiste de la famille, Les Rêveurs, 2001[24].
- Les Superhéros injustement méconnus, AUDIE, 2001.
- Le Guide de la survie en entreprise, AUDIE, 2005.
- Ex Abrupto, Les Rêveurs, 2005.
- Correspondances (co-réalisé avec Jean-Yves Ferri (textes et dessins), Les Rêveurs, coll. « M'as-tu vu », 2006.
- Minimal, AUDIE, 2006.
- Les Pénibles Aventures de Critixman le superhéros super suffisant, Les Rêveurs, 2006.
- De mon chien comme preuve irréfutable de l'inexistence d'un dieu omniprésent, 6 pieds sous terre, 2007.
- Peu de gens savent, Les Rêveurs, 2010.
- Valerian par… Manu Larcenet : L'Armure du Jakolass (d'après Christin et Mézières), Dargaud, 2011.
- Nombreux sont ceux qui ignorent, Les Rêveurs, 2012.
- Microcosme, Les Rêveurs, 2014.
- Tattoo flash, Les Rêveurs, 2019.
- Confinement en œuvres, Les Rêveurs, 2020
- La Route (adaptation du roman de Cormac McCarthy), Dargaud, 2024 - Sélection officielle Festival d'Angoulême 2025

### Participations
- Illustrations de Raôul, le jeu de rôles qui sent sous les bras, de Patrice Larcenet, Les Rêveurs de Rune, 1994.
- Quatre pages dans Comix 2000, L'Association, 1999.
- Deux pages dans Le Canard de l'angoisse, AUDIE, coll. « Fluide glacial », 2001.
- Participation (dessin), avec Éric Corbeyran (scénario), à Paroles de Taulard t.3 : Paroles de Parloirs, Delcourt, coll. « Encrages », 2003.
- Filles faciles (d'après la chanson de Jean-Jacques Goldman), dans Chansons pour les yeux, Delcourt, 2004.
- Participation (dessin), avec Éric Corbeyran (scénario) à Paroles de sourds, Delcourt, coll. « Encrages », 2006.
- Participation (dessin), avec Jean-Yves Ferri (scénario) à Rubrique Abracadabra, album hommage à Gotlib et ses Rubriques à Brac, Dargaud, 2008.
- Illustration de l'album de Magyd Cherfi Pas en vivant avec son chien.
- Illustration de la campagne « Pas d'école, pas d'avenir » 2009
- Illustration du livre Journal d'un corps de Daniel Pennac (Futuropolis, 2013)[29]
- Illustration de la couverture du livre La Ville où les morts dansent toute leur vie de Pierre Pelot 2013
- Collaboration avec Christophe Donner Le Loup qui mangeait n'importe quoi (livre en vers pour enfant). Édition Mango Jeunesse.2013
- Une aventure rocambolesque d'Attila le Hun — Le fléau de Dieu (scénario), dessin de Daniel Casanave

### Magazines
Manu Larcenet a collaboré à plusieurs magazines :
- Fluide glacial où ses premiers dessins sont publiés en 1994[30] et où il rencontre différents auteurs avec lesquels il collaborera : Julien/CDM, Yan Lindingre, Jean-Yves Ferri, etc.[31]. Il a été l'un des piliers de la revue jusqu'en 2006.
- Spirou, à partir de 1998, où il publie La vie est courte avec Thiriet et Pedro le Coati avec Gaudelette[31]
- Fusée[32], etc.

## Filmographie
Sauf indication contraire, les informations mentionnées dans cette section peuvent être confirmées par les bases de données cinématographiques IMDb et Allociné,  présentes dans la section « Liens externes ».

### Comme scénariste
- 1998 : Oggy et les Cafards (série d'animation), saison 1, épisode Le Ticket de loto (coécrit avec Michel Gaudelette)
- 2004 : Schmol (court métrage) de Sophie Langevin et Jako Raybaut (coécrit avec Jako Raybaut)
- 2017 : Oggy et les Cafards (série d'animation), saison 6, épisode Le Ticket gagnant (coécrit avec Michel Gaudelette)

### Adaptation de son œuvre
- 2015 : Le Combat ordinaire de Laurent Tuel, avec Nicolas Duvauchelle dans le rôle-titre

## Distinctions

### Récompenses
- 2001 :  prix BD humour au Festival de Sierre pour La Vie est courte t. 3[33].
- 2003 : prix du meilleur graphiste au Festival de Solliès-Ville pour La Jeunesse de Bill Baroud[33].
- 2003 : prix Jacques-Lob[33].
- 2004 : Prix du meilleur album au festival d'Angoulême pour Le Combat ordinaire[33].
- 2005 : 
  - prix du Jury œcuménique de la bande dessinée pour Le Combat ordinaire t. 2 : Les Quantités négligeables[33] ;
  - prix Tournesol pour Le Combat ordinaire t. 2 : Les Quantités négligeables[33] ;
  -  prix du meilleur album francophone au festival de la bande dessinée de Huy[33] ;
  - prix Virgin Furet du meilleur album pour Le Retour à la terre t. 3 : Le Vaste Monde (avec Jean-Yves Ferri)[33].
- 2006 :  prix international de la ville de Genève pour la bande dessinée 2006 pour Le Retour à la terre t. 3 : Le Vaste Monde (avec Jean-Yves Ferri)[33].
- 2006 :  grand prix VRPO du meilleur artiste international au festival de Haarlem[33].
- 2008 :  prix Micheluzzi de la meilleure bande dessinée étrangère pour Le Combat ordinaire.
- 2010 : prix des libraires de bandes dessinées 2010 pour Blast t. 1 : Grasse Carcasse[33].
- 2011 : grand prix RTL de la bande dessinée 2011 pour Blast t. 2 : L'Apocalypse selon Saint Jacky.
- 2011 : meilleure BD de l'année au classement annuel des meilleurs livres de l'année du magazine Lire pour Blast t. 2 : L'Apocalypse selon Saint Jacky[34].
- 2015 : prix Landerneau pour Le Rapport de Brodeck[2].
- 2016 :  prix Micheluzzi de la meilleure série de bande dessinée étrangère pour Blast t. 3-4.
- 2023 : Lauréat du premier Prix Gotlib pour Thérapie de Groupe t.3[35].

### Nominations
- Sélection officielle du Festival d'Angoulême 2015 pour le tome 4 de Blast : Pourvu que les bouddhistes se trompent[36].
- Finaliste du grand prix de la critique de l'ACBD 2015, pour le tome 4 de Blast : Pourvu que les bouddhistes se trompent[37].

### Décorations
- Officier de l'ordre des Arts et des Lettres Il est promu le 12 mars 2019[38].